# ده محمد رفيع (جلغة بهاباد)
ده محمد رفیع (بالفارسية: ده محمدرفیع) هي قرية تقع في إيران في قسم جلغة الريفي. يقدر عدد سكانها بـ 71 نسمة بحسب إحصاء 2016.